# Miloš Nedbal

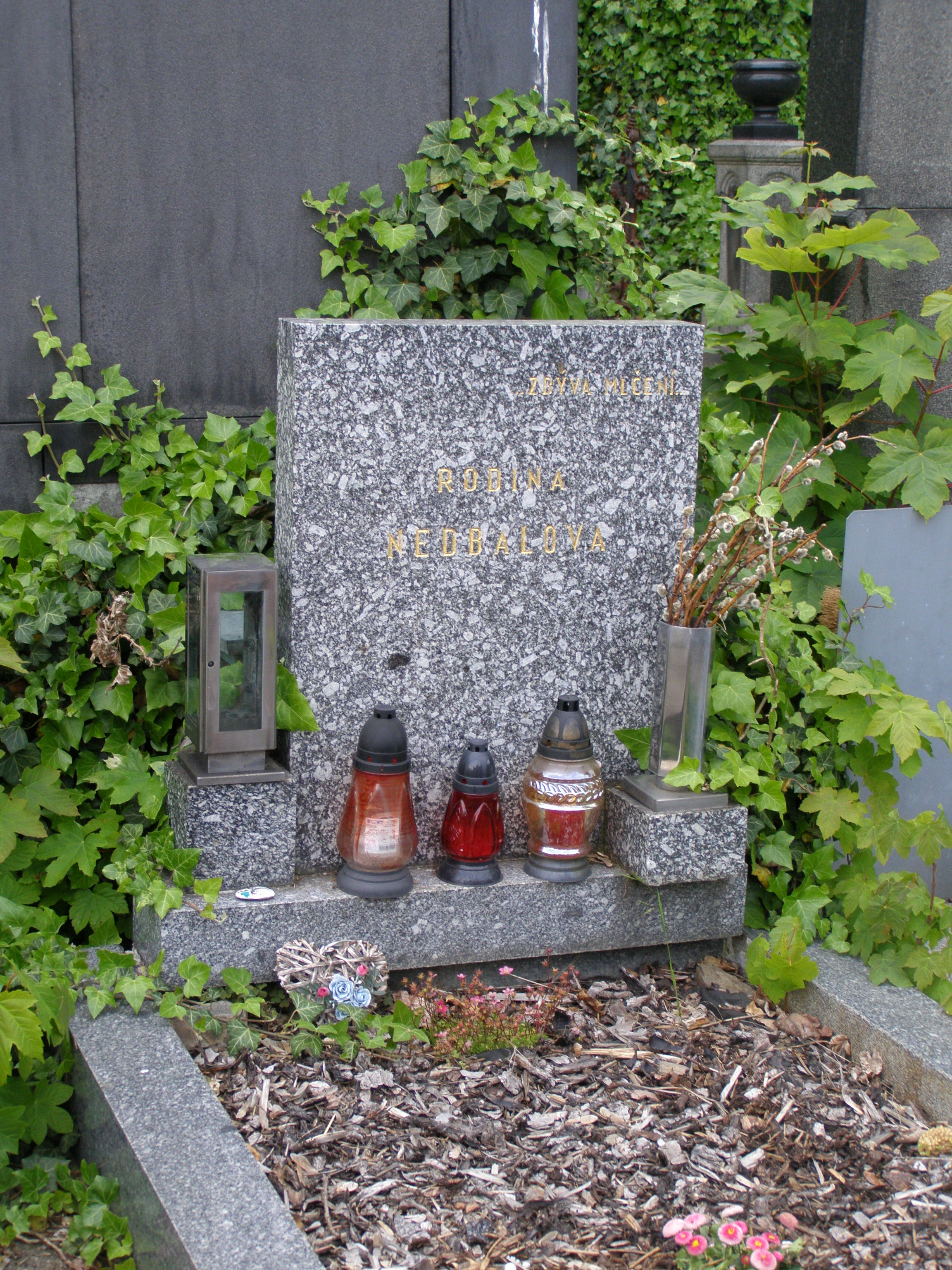
Hrob na pražském hřbitově Malvazinky

Miloš Václav Nedbal (28. května 1906 Rožmitál pod Třemšínem – 31. října 1982 Praha) byl český herec a divadelní pedagog, režisér, dlouholetý profesor činoherního herectví na pražské DAMU. Jednalo se o velmi výrazného a osobitého herce, který od svých počátků hrával spíše vážné role důstojných a přísných mužů, obdařených velmi často velkou dávkou osobní autoritativnosti.

## Život
Narodil se 28. května 1906 v Rožmitále pod Třemšínem do rodiny Václava Nedbala (1881–1953), učitele na rožmitálské měšťance a loutkáře, a Milady Nedbalové rozené Königové. K divadlu se dostal již v mládí zásluhou otce. Miloš byl spolužákem Jiřího Voskovce a Jana Wericha z gymnázia v Křemencové ulici v Praze (maturoval v roce 1926) pokračoval ve studiu na Právnické fakultě UK (přerušil však studia po dvou semestrech) a současně na dramatickém oddělení pražské konzervatoře (v letech 1926–1928) ve třídě prof. Jaroslava Hurta a Marie Laudové. Byl rovněž žákem Pivodovy pěvecké školy, nakonec se však rozhodl pro činoherní tvorbu. Svoji hereckou kariéru začínal v Umělecké besedě a v Osvobozeném divadle, kam nastoupil v roce 1927, ještě před ukončením konzervatoře. Zde se postupně vypracoval ve vynikajícího herce a jednu z hlavních opor Honzlových režií. V Osvobozeném divadle hrál s přerušením v sezóně 1929/1930 (rok byl členem Národního divadla v Brně) až do roku 1933. Posléze vystřídal celou řadu různých scén, hrál a režíroval mimo jiné také v Ostravě (1933–1936), v Brně (1936–1938) a v letech 1938–1942 a 1944–1945 v Divadle na Vinohradech. Ve válečném období působil dva roky v pražské Uranii (1942–1944). Od roku 1945 až do roku 1976 působil jako člen činohry Národního divadla v Praze, s výjimkou let 1970–1972, kdy působil v Krejčově souboru Divadla za branou. Dne 25. února 1948 podepsal výzvu prokomunistické inteligence Kupředu, zpátky ni krok! podporující komunistický převrat.
V letech 1942–1947 vyučoval jako středoškolský učitel herectví na Pražské konzervatoři, od roku 1947 prakticky až do své smrti vyučoval na pražské DAMU, kde pomohl vychovat celou řadu vynikajících českých herců a hereček.
Ve filmu si zahrál mnoho menších rolí, k jeho nejznámějším patří role středoškolského profesora Šedy z filmu Cesta do hlubin študákovy duše nebo hlavní role z filmu Svědomí. Byl ale také vyhledávaným televizním i rozhlasovým hercem, činný byl též v dabingu. Ke konci svého života si zahrál hned v několika pozoruhodných televizních rolích, mezi nejpozoruhodnější patřila postava nerudného důchodce Šantrocha z Hubačovy inscenace Nezralé maliny. Zahrál si ale i v několika televizních pohádkách i v několika známých televizních seriálech.

### Rodinný život
Miloš Nedbal měl sourozence Miladu (* 1907) a Lubomíra (* 1910). V září 1918 se rodina přestěhovala z Rožmitálu do Prahy a v létě 1923 si pořídili na hypotéku domek na pražské Ořechovce v Západní 366. Od roku 1953 žil Miloš Nedbal ve vile v Barrandovské čp. 43. Poprvé se oženil 27. září 1931 v Praze s Vladimírou Volnohovou (* 1907), se kterou měl syna Petra Nedbala a dceru Janu Nedbalovou, krátce po rozvodu se 19. září 1951 oženil podruhé, s Janou Moravcovou (* 1906), později, již jako vdovec, se oženil potřetí s paní Zdenkou (1925–2002).

## Citát
„Nedbalovo herectví se opíralo o jadrnou, zvonivou sílu hlasu - sytého, jenž jako by se vznášel do prostoru divadla, do všech jeho nejzazších koutů. Bylo prostě předurčeno pro úlohy rekovské, hrdinské, pro postavy, v nichž mohl uplatnit nejen svůj potlačovaný humor, ale i deklamační projev. Měl sympatie obecenstva, stejně jako nás všech v souboru. Jeho chování na jevišti i v zákulisí mělo zvláštní, někdy šibalský, jindy utlumený, vždycky však ohleduplný humor. Ať hrál hlavní role či figurky, vždycky s úplným zaujetím.“
František Filipovský

## Ocenění
- 1958 – Zasloužilý umělec
- 1966 – Řád práce
- 1977 – Medaile J. A. Komenského za pedagogickou činnost
- 1981 – Národní umělec[9]

## Divadelní role, výběr
- 1927 – V+W: Vest pocket revue, Blažej Jossek, Osvobozené divadlo
- 1928 – V+W: Gorila ex machina čili Leon Clinton čili Tajemství Clintonova kladívka, Norman Kerry, Osvobozené divadlo
- 1929 – V+W: Kostky jsou vrženy, Obža Bohunkus, Osvobozené divadlo, režie Jindřich Honzl
- 1929 – V+W: Premiéra skafandr, rekvizitář Arnošt, Osvobozené divadlo, režie Jindřich Honzl
- 1930 – V+W: Sever proti Jihu, major Warton, Osvobozené divadlo, režie V+W
- 1931 – V+W: Don Juan & comp., don Gonzalo de Ulloa, Osvobozené divadlo, režie V+W
- 1931 – V+W: Golem, císař Rudolf II, Osvobozené divadlo, režie Jindřich Honzl
- 1931 – Marcel Pagnol: Malajský šíp, Panisse, Stavovské divadlo, režie Vojta Novák
- 1932 – V+W: Caesar, titul. role, Osvobozené divadlo, režie Jindřich Honzl
- 1932 – V+W: Robin zbojník, lord Broadcasting, Osvobozené divadlo, režie Jindřich Honzl
- 1933 – V+W: Svět za mřížemi, Wu-Fang, Osvobozené divadlo, režie Jindřich Honzl
- 1938 – Emanuel Bozděch: Generál bez vojska, Napoleon, Divadlo na Vinohradech, režie Gabriel Hart, 10 repríz
- 1938 – J. K. Tyl: Jan Hus, Páleč, Divadlo na Vinohradech, režie František Salzer, 15 repríz
- 1939 – Friedrich Schiller: Panna Orleánská, Talbot, Divadlo na Vinohradech, režie František Salzer, 22 repríz
- 1941 – William Shakespeare: Hamlet, titul. role, Divadlo na Vinohradech, režie Bohuš Stejskal
- 1945 – Jan Drda: Hrátky s čertem, Solfernus, Stavovské divadlo, režie Aleš Podhorský
- 1945 – Karel Čapek: Matka, otec, Stavovské divadlo, režie Karel Dostal
- 1946 – Bratři Čapkové: Ze života hmyzu, Viktor, 1.inženýr–diktátor, Národní divadlo, režie Jindřich Honzl
- 1946 – J. J. Kolár: Pražský žid, Jan Mydlář, Stavovské divadlo, režie Jindřich Honzl
- 1947 – William Shakespeare: Jak se vám líbí, Jacques, Stavovské divadlo, režie Karel Dostal
- 1950 – Alois Jirásek: Jan Žižka, Kněz Jan Rokycana, Národní divadlo, režie Antonín Dvořák
- 1951 – William Shakespeare: Othello, Brabanzio, Tylovo divadlo, režie Jan Škoda
- 1952 – Anatolij Surov: Zelená ulice, Drozdov, Tylovo divadlo, režie František Salzer
- 1953 – Jan Drda: Hrátky s čertem, Solfernus, Národní divadlo, režie František Salzer
- 1954 – Gabriela Zapolska: Morálka paní Dulské, Pan Dulský, Tylovo divadlo, režie Miloš Nedbal
- 1955 – Hedda Zinnerová: Ďábelský kruh, Vilém Lühring, Tylovo divadlo, režie Alfréd Radok
- 1957 – L. M. Leonov: Zlatý kočár, Nikolaj Stěpanovič Karejev, Tylovo divadlo, režie Alfréd Radok
- 1958 – J. K. Tyl: Strakonický dudák, Adamir, Mikuli, Národní divadlo, režie Otomar Krejča
- 1961 – William Shakespeare: Král Lear, Hrabě z Glostru, Smetanovo divadlo, režie František Salzer
- 1962 – M. Stehlík, M. A. Šolochov: Rozrušená země, Korčžinskij, Národní divadlo, režie Jan Strejček
- 1963 – William Shakespeare: Romeo a Julie, Kapulet, Národní divadlo, režie Otomar Krejča
- 1973 – J. K. Tyl: Paličova dcera, Radní Horina, Národní divadlo, režie Jaromír Pleskot
- 1975 – N. V. Gogol, V. Hudeček, J. Lexa: Mrtvé duše, Pljuškin, Národní divadlo, režie Václav Hudeček
- 1981– Jiří Šotola: Pěší ptáci, Zouhar, Tylovo divadlo, režie František Laurin

## Divadelní režie, výběr
- 1933 – Cecil Chesterton, Ralph Neal: Kouzlo domova, Národní divadlo moravsko-slezské (NDMS) Ostrava
- 1933 – Samson Raphaelson: Mladá láska, NDMS
- 1933 – René Fauchois: Pozor, čerstvě natřeno, NDMS
- 1934 – Robert E. Sherwood: Londýnský most, NDMS
- 1934 – Ernest Enderline: Londýnský most, NDMS
- 1934 – Olga Scheinpflugová: Houpačka, NDMS
- 1947 – Július Barč–Ivan: Máti, Stavovské divadlo
- 1947 – Marcel Pagnol: Smraďoch, Mozarteum
- 1948 – L. M. Leonov: Jabloňové sady, Tylovo divadlo
- 1949 – L. N. Rachmanov: Neklidné stáří, Tylovo divadlo
- 1951 – Molière: Chudák manžel, Tylovo divadlo
- 1954 – Gabriela Zapolska: Morálka paní Dulské, Tylovo divadlo
- 1955 – V+W: Caesar, Divadlo satiry (režie j. h.)
- 1961 – Jindřich Honzl: Román lásky a cti, Národní divadlo

## Filmografie (výběr)

### Film
- Pudr a benzín
- Peníze nebo život
- Katakomby
- Pelikán má alibi
- Druhá směna
- Přijdu hned
- 1939 Cesta do hlubin študákovy duše - profesor francouzštiny Šeda
- Tanečnice
- Městečko na dlani
- Skalní plemeno
- Třináctý revír
- Dobrý voják Švejk - komisionální lékař
- Poslušně hlásím - generálmajor von Schwarzburg
- Jan Hus
- Jan Žižka
- Morálka paní Dulské
- Romeo, Julie a tma
- Němá barikáda
- Limonádový Joe aneb Koňská opera - Kolalok

### Televize
- 1965 – Modlitba pro Kateřinu Horovitzovou (TV film) – role: rabín z Lodže Dajem (TV film)
- 1966 – Sedm koní a vavříny (TV film) – role: trenér jezdců
- 1970 – F. L. Věk (TV seriál) – role: vrchní na Opočnu
- 1973 – O doktoru Vševědovi (TV pohádka) – role: kníže
- 1975 – Nebezpečí smyku (TV seriál) – role: učitel hudby
- 1975 – Údržbáři (TV komedie) – role: emeritní profesor přírodních věd a mineralogie Dalibor Drozd RNDr.
- Sňatky z rozumu (TV seriál) – role: doktor Vácha
- Byl jednou jeden dům – role: domácí Nerudný
- Prokop Diviš
- O chudém královstvíčku
- O statečné princezně Janě
- Nemocnice na kraji města
- Nezralé maliny – role: Šána
- Třicet případů majora Zemana – díly: Klauni; Štvanice (role: profesor Braun)
- Dobrá Voda (TV seriál)

## Rozhlasové role
- 1964 – William Shakespeare: Richard III., rozhlasová adaptace, překlad: Zdeněk Urbánek, rozhlasová úprava a režie: Josef Červinka, dramaturgie: Jaromír Ptáček, hudba: Marek Kopele. Hrají: král Richard III. (Jiří Adamíra), král Edvard IV. (Miloš Nedbal), vévoda z Clarence (Otakar Brousek), královna Alžběta (Vlasta Chramostová), lady Anna (Jaroslava Adamová), vévodkyně z Yorku (Leopolda Dostalová), vévoda z Richmondu (Luděk Munzar), vévoda z Buckinghamu (Čestmír Řanda), lord Stanley (Josef Větrovec), lord Hastings (Jaromír Spal), hrabě Rivers (Oldřich Janovský), Catesby (Bohumil Křížek), Radcliff (Bohumil Švarc), Brakenburry (Jiří Suk), londýnský starosta (Ladislav Kulhánek), měšťan a písař (Josef Patočka), vypravěč (Josef Červinka) a další.[10]
- 1967 – Alexandre Dumas:Hrabě Monte Cristo (1967), Československý rozhlas, dramatizace: Jiří Zdeněk Novák, režie: Jaroslav Berger; role: prokurátor